# Aerofoni

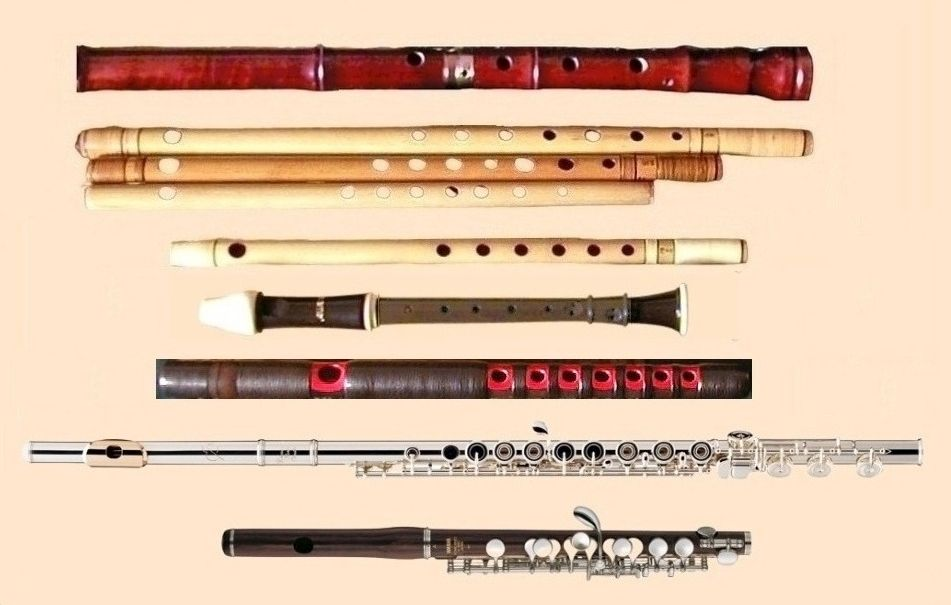
I flauti sono aerofoni

Gli strumenti aerofoni (classificazione Hornbostel-Sachs: cat. 4) sono strumenti musicali nei quali l'aria stessa è il mezzo primario che viene messo in vibrazione producendo  un suono. Nella classificazione di Hornbostel-Sachs, gli strumenti aerofoni sono divisi in due classi, a seconda che l'aria che vibra sia contenuta in una cavità dello strumento (aerofoni risonanti o strumenti a fiato veri e propri), oppure no (aerofoni liberi).

## Aerofoni liberi
La prima classe comprende gli "aerofoni liberi", nei quali lo strumento genera direttamente un'onda sonora nell'aria circostante, senza produrre un'onda stazionaria in un volume d'aria racchiuso dallo strumento. Questa classe comprende gli strumenti ad ancia libera come l'armonica a bocca e l'organo a bocca di origine orientale e anche altri strumenti come la sirena e l'armonica o gli aerofoni a vortice come il cosiddetto Rombo, la rotula della zampa di suino (o il bottone) che vengono fatti roteare su sé stessi.
Negli aerofoni liberi (41), quindi, l'aria vibrante non è contenuta dallo strumento, ma si trova al di fuori, lo circonda.
Negli "aerofoni liberi a deviazione" (411) (ad esempio frusta, lama della sciabola che emette il caratteristico sibilo, ecc.) l'aria colpisce un corpo affilato, oppure un corpo affilato viene mosso attraverso l'aria.
Negli "aerofoni liberi ad interruzione" (412) il passaggio dell'aria viene interrotto in maniera periodica generando una frequenza udibile.
Gli "aerofoni ad interruzione ad ancia" (412.1) presentano un'ancia sulla quale viene indirizzato e forzato un flusso d'aria che la mette in vibrazione, originando un'interruzione periodica del flusso stesso, tenere conto del fatto che negli aerofoni di questo tipo, se sono presenti dei tubi, l'aria non vibra in modo primario, ma secondario, cioè arricchendo il suono timbricamente (canne ad ancia dell'organo).
Ancora, negli aerofoni liberi ad interruzione ad ancia troviamo:
- le ance battenti doppie (412.11) (es. lo stelo d'erba spaccato in due);
- le ance libere singole (412.131);
- e le ance libere in serie (412.132) (armonium, armonica a bocca, fisarmonica…);[3]
- nonché le ance a nastro (412.14) (ottenute, ad esempio, nel soffiare contro i bordi affilati di una foglia lanceolata o di un fogliettino di carta).

Negli "aerofoni liberi ad interruzione a spostamento" (412.21) (come ad esempio nella sirena a disco forato) è il dispositivo di interruzione che si muove senza l'intervento di un flusso d'aria.
Negli "aerofoni liberi ad interruzione a vortice" (412.22) (come, ad esempio, il rombo, il frullo, ma anche il ventilatore a pale che emette il caratteristico suono), il dispositivo interruttivo ruota attorno al suo stesso asse.
Negli "aerofoni ad esplosione" ("413"), l'aria viene colpita da un solo impulso di compressione (il palloncino che scoppia, il sacchetto pieno d'aria fatto scoppiare, il tubofono, lo schioppetto come giocattolo infantile d'altri tempi).

## Strumenti a fiato (o aerofoni risonanti)

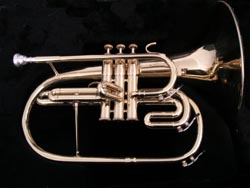
Mellofono

La seconda grande classe  di aerofoni è quella degli strumenti a fiato veri e propri. (H.F.: 42).
A questa (con tutte le possibili varianti catalogate dalla classificazione Hornbostel-Sachs) appartengono i tipi:
- dei flauti (421)[6];

- dei tubi ad ancia (422)[7], a loro volta suddivisi in oboi (422.1), clarinetti (422.2), tubi ad ancia libera (422.3);
- delle trombe (423)[8], a loro volta suddivise in "trombe naturali"(423.1)[9] e "trombe cromatiche" (423.2)[10].

### Il serbatoio d'aria
Per quanto riguarda la riserva d'aria, gli aerofoni possono ricevere il flusso d'aria dai polmoni dell'esecutore o da altre fonti, attingendo ad un serbatoio d'aria. In pratica l'aria non viene insufflata direttamente nello strumento a fiato, ma viene accumulata in serbatoi (zampogne, cornamuse) o caricata con mantici (organi a canne, fisarmoniche, organetti diatonici, eccetera) è anche possibile utilizzare la bocca dell'esecutore come serbatoio d'aria (launeddas, respirazione continua con trombe, sax, clarinetti nelle performance jazz, eccetera).

### Denominazioni storiche nella cultura occidentale
Nella cultura occidentale gli strumenti a fiato (detti anche brevemente "fiati") vengono spesso ancora indicati e classificati con le denominazioni storiche di ottoni e legni, basate appunto sui materiali di costruzione in tempi passati, e non più adeguate. Nell'uso comune troviamo fra gli ottoni: trombe e cornette, tromboni, tuba, bassotuba e flicorni, corno francese. Mentre fra i legni si annoverano: flauto e ottavino, clarinetto e clarinetto basso, sassofoni, oboe e corno inglese, fagotto e controfagotto.